# Danhatchia australis
Danhatchia australis är en orkidéart som först beskrevs av Edwin Daniel Hatch, och fick sitt nu gällande namn av Leslie Andrew Garay och Eric Alston Christenson. Danhatchia australis ingår i släktet Danhatchia, och familjen orkidéer. Inga underarter finns listade i Catalogue of Life.